# Carstabo
Carstabo N.V. was een van 1951 tot 1974 in Oss gevestigd bedrijf dat bekend stond om de bouw van zogenaamde Travel Sleepers (vouwwagens).

## Geschiedenis
De geschiedenis van Carstabo (afkorting voor Carrosserie Staal Bouw) begint in Sliedrecht, waar technicus Cornelis Jan (Cees) van Wijngaarden in 1946 al onder die naam een carrosseriefabriek begint. In 1951 verhuist het bedrijf naar Oss en betrekt het een fabriekshal met het adres Industriepark 4, gelegen tussen de Berghemseweg en de Schadewijkstraat. De Naamloze Vennootschap Carstabo wordt op 5 september 1951 opgericht door Van Wijngaarden en de Osse aannemer Wilhelmus Antonius van der Pas. Van Wijngaarden en Van der Pas bezitten elk de helft van de aandelen. De notariële akte wordt opgemaakt door notaris H.B.J. Leemans, notaris te Oss. Bij de vestiging in Oss in 1951 telde het bedrijf zo'n 15 werknemers. In 1955 werkten er al zo'n 30.
In de jaren daarna wordt duidelijk dat carrosseriebouw alleen geen toekomst heeft. In het dossier van de Kamer van Koophandel wordt in 1957 genoteerd dat het uitgeoefende bedrijf "dient thans te luiden: plaatstaalindustrie". Intussen is Van Wijngaarden de enige aandeelhouder. Er wordt in de beginjaren veel gewerkt in opdracht van de DAF in Eindhoven. In KvK-dossier wordt in 1964 aangetekend dat het bedrijf zich nu bezig houdt met de "fabricage van kampeer- en transportwagens en boten". Carstabo houdt zich de jaren daarna met name bezig met de ontwikkeling en fabricage van vouwwagens (travel sleepers).
In 1965 overleed Van Wijngaarden; in de jaren daarna werd het bedrijf geleid door diverse interim-bedrijfsleiders. In 1973 wordt Carstabo overgenomen door Fokker. Er zijn dan nog 20 werknemers in dienst. De productie werd in de loop van 1974 overgenomen door het bedrijf Lichtwerk in Hoogeveen, dat onderdeel was van Fokker. De eerdere successen werden niet geëvenaard.

## Travel sleeper
In 1957 ontwierp directeur Cees van Wijngaarden de Travel Sleeper. Dit was een aanhangwagentje met daarin een tweepersoonsbed, met ruimte voor de uitklapbare tent, de bagage en kampeerspullen. In de jaren '60 groeide Carstabo uit tot een pionier in de ontwikkeling en fabricage van vouwwagens in Nederland. Nieuwere varianten werden bijvoorbeeld voorzien van een "bermkeuken" en een grotere voortent. Via verschillende handelaren in het land werden jaarlijks meer dan 1000 vouwwagens verkocht. De merknaam Travel Sleeper werd een begrip en werd soms gebruikt als synoniem voor een vouwwagen.